# Thapsia microsculpta
Thapsia microsculpta é uma espécie de gastrópode da família Helicarionidae.
É endémica da Tanzânia.